# Lucie Hradecká
Lucie Hradecká (* 21. května 1985 Praha) je bývalá česká profesionální tenistka, která se na okruzích ITF a WTA Tour pohybovala mezi lety 2002 až 2022. Spolu s Andreou Hlaváčkovou vyhrála ženskou čtyřhru na French Open 2011 a US Open 2013. Obě se také probojovaly do finále Wimbledonu 2012, kde je zdolaly Venus a Serena Williamsovy. Následně získaly stříbrnou medaili na Letních olympijských hrách 2012 v Londýně, když v boji o zlatý kov opět nestačily na sestry Williamsovy. Třetí grandslamové finále debla odehrály na US Open 2012, kde je porazily Italky Erraniová s Vinciovou. Po boku Františka Čermáka získala grandslamový titul ve smíšené čtyřhře French Open 2013 po výhře nad dvojicí Kristina Mladenovicová a Daniel Nestor. Ve finále Australian Open 2013 naopak nestačili na australský pár Gajdošová a Ebden.
Na okruhu WTA Tour vyhrála dvacet šest turnajů ve čtyřhře. V rámci okruhu ITF pak devatenáct událostí ve dvouhře a třicet čtyři v deblu. Na žebříčku byla nejvýše klasifikována pro dvouhru v červnu 2011 na 41. místě a ve čtyřhře pak v říjnu 2012 na 4. místě.  Prvním tenisovým oddílem byly Vodní Stavby Praha, z nichž k roku 2001 přestoupila do klubu I. ČLTK Praha.
V českém fedcupovém týmu debutovala v roce 2010 brněnským utkáním ve čtvrtfinále Světové skupiny proti Německu, v němž vyhrála dvouhru proti Andree Petkovicové i čtyřhru spolu s Peschkeovou a přispěla tak k vítězství družstva v poměru 3:2 na  zápasy. Dne 6. listopadu 2011 získala společně s Květou Peschkeovou třetí rozhodující bod ze čtyřhry ve fedcupovém finále proti Rusku a stala se tak vítězkou této týmové soutěže. Členkou vítězného českého týmu se stala i v letech 2012, 2014, 2015 a 2016. V soutěži nastoupila k jedenácti mezistátním utkáním s bilancí 1–3 ve dvouhře a 7–3 ve čtyřhře.
V ženské čtyřhře Riodejaneirské olympiády 2016 odešla s Hlaváčkovou poražena ze zápasu o bronz, když je zdolaly krajanky Barbora Strýcová s Lucií Šafářovou. Následující den s Radkem Štěpánkem vybojovali bronz ve smíšené čtyřhře proti páru Mirzaová a Bopanna. Na lednovém Hopmanově poháru 2017 reprezentovala Českou republiku po boku Adama Pavláska, když 19. prosince 2016 nahradila zraněnou a původně nominovanou světovou jedenáctku Petru Kvitovou. Ve dvouhře postupně podlehla Coco Vandewegheové a porazila Darju Gavrilovovou i Laru Arruabarrenovou. Český tým obsadil konečné 3. místo základní skupiny B s bilancí mezistátních zápasů 1:2.
Sportovní kariéru ukončila v listopadu 2022 v 37 letech. Její posledním turnajem se stalo Guadalajara Open, kde po boku Čan Chao-čching prohrála v prvním kole.

## Tenisová kariéra

### 2006
Premiérový titul na WTA Tour vyhrála roku 2006 v Portoroži spolu s krajankou Renatou Voráčovou z pozice nasazených čtyřek, když ve finále porazily bez boje druhý česko-francouzský pár turnaje Eva Birnerová a Émilie Loitová. V semifinále přehrály nejvýše nasazené Camerinovou a Gagliardiovou.
Ve Wimbledonu nastoupila v deblu s Hanou Šromovou. Jako kvalifikantky došly do třetího kola, v němž podlehly nasazeným pětkám Meghann Shaughnessyové a Anně-Leně Grönefeldové. Předtím postoupily bez boje přes turnajové dvanáctky Světlanu Kuzněcovou a Amélii Mauresmovou, obě singlové grandslamové šampiónky.

### 2007
Společně s Voráčovou se dostaly do semifinále čtyřhry na Indian Wells Masters, kde v úvodním kole porazily turnajové sedmičky Janette Husárovou a Shaughnessyovou a ve čtvrtfinále třetí nasazený pár Virginia Ruanová Pascualová a Paola Suárezová ve třech setech, než nestačily na turnajové jedničky Lisu Raymondovou a Samanthu Stosurovou.
Poté s Voráčovou triumfovaly v Bad Gasteinu po finálové výhře nad Ágnes Szávayovou a Vladimírou Uhlířovou. Obhájily titul z Portorože, když ve finále porazily dvojici Jelena Lichovcevová a Andreja Klepačová.

### 2008

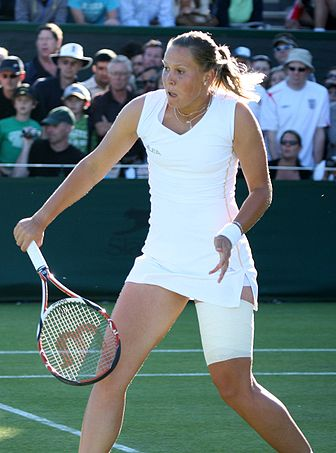
Hradecká ve Wimbledonu 2009

Premiérové finále ve dvouhře na okruhu WTA si zahrála v červenci v Bad Gasteinu, kde jako kvalifikantka na cestě do finále porazila Rakušanku Patricii Mayrovou, aby v něm podlehla čtvrté nasazené Paulině Parmentierové, když v úvodní sadě vedla 4–1 na gamy. Na této události odehrála také finále debla. Po turnaji se na žebříčku pro dvouhru posunula z 237. místa do okolí 150. příčky.
V úvodním kole dvouhry Wimbledonu odehrála vyrovnaný zápas s třináctou nasazenou Srbkou Anou Ivanovićovou. Ač byla dva míče od vítězství, utkání ve třech setech prohrála.
V sezóně se probojovala do dvou finále událostí kategorie International ve dvouhře, a to ve Štrasburku, kde nestačila na Aravane Rezaïovou a v Istanbulu po hladké porážce s Věrou Duševinovou.

### 2010
Na ECM Prague Open přešla v prvním kole přes Stefanii Vögeleovou, když v úvodní sadě prohrávala již 1–5, nakonec průběh otočila. Ve druhém pak hladce porazila deblovou partnerku Moniku Niculesuovou. Skončila v semifinále na raketě Maďarky Szávayové.

### 2011
V dubnu podlehla ve finále turnaje v Barceloně Italce Robertě Vinciové. Singlový titul z události ITF získala na Strabag Prague Open, dříve známém jako ECM Prague Open, po finálové výhře nad kvalifikantkou Paulou Ormaecheaovouá.

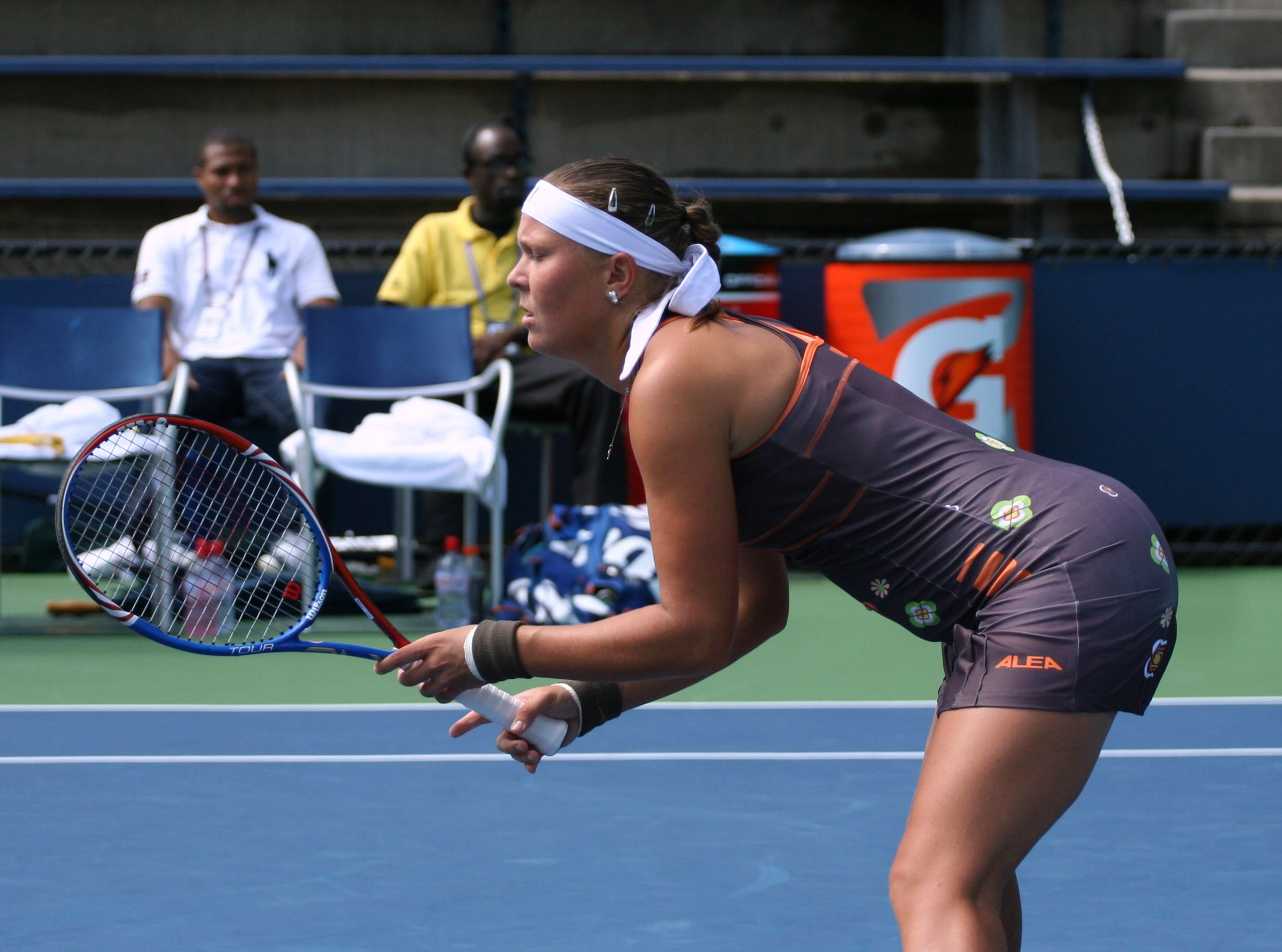
Hradecká na US Open 2011

V červnu zaznamenala největší úspěch ve své dosavadní kariéře, když společně s Andreou Hlaváčkovou vyhrály první grandslam na French Open. V celém turnaji neztratily ani jeden set. V úvodním kole přešly přes turnajové osmičky Benešovou a Záhlavovou-Strýcovou, ve čtvrtfinále zdolaly druhý nasazený pár Peschkeová a Srebotniková, v semifinále pak trojky Kingovou se Švedovovou a ve finále dominovaly nad sedmičkami turnaje Mirzaovou a Vesninovou, když zvítězily po dvousetovém průběhu.
6. listopadu ve finále Fed Cupu proti Rusku nastoupila po boku Květy Peschkeové za stavu 2–2 do rozhodujícího zápasu. Ve dvou setech přehrály pár Maria Kirilenková a Jelena Vesninová – obě hráčky z první světové desítky ve čtyřhře a Česká republika tak po dvaceti třech letech vyhrála celou soutěž.
V prosinci 2011 pak (v tomto roce jako jediná hráčka na světě) dokázala při finále české tenisové extraligy 2011 v Prostějově těsně porazit v hale svoji fedcupovou kolegyni Petru Kvitovou.

### 2012
V celé sezóně pokračovala v páru s krajankou Andreou Hlaváčkovou, s níž vyhrála celkově čtyři tituly, čtyřikrát odešla z finále poražena, a to včetně dvou grandslamů a letních olympijských her. Před Turnajem mistryň dvojice vyhrála všechny tři halové turnaje, do nichž v roce nastoupila. Na konci října dosáhla na své žebříčkové maximum ve čtyřhře, když figurovala na čtvrté příčce.
Premiérový titul získaly na zahajovacím lednovém turnaji sezóny ASB Classic hraném v Aucklandu, když ve finále zdolaly německo-italskou dvojici Julia Görgesová a Flavia Pennettaová. Na Australian Open došly do semifinále, v němž podlehly Italkám Eraniové s Vinciovou, kterým potážku oplatily v Indian Wells, kde se probojobaly také mezi poslední čtyři páry. Na konci února přidaly na americkém Memphis International druhou trofej poté, co si v boji o titul poradily s ruskými hráčkami Věra Duševinovou a Olgou Govorcovovou.

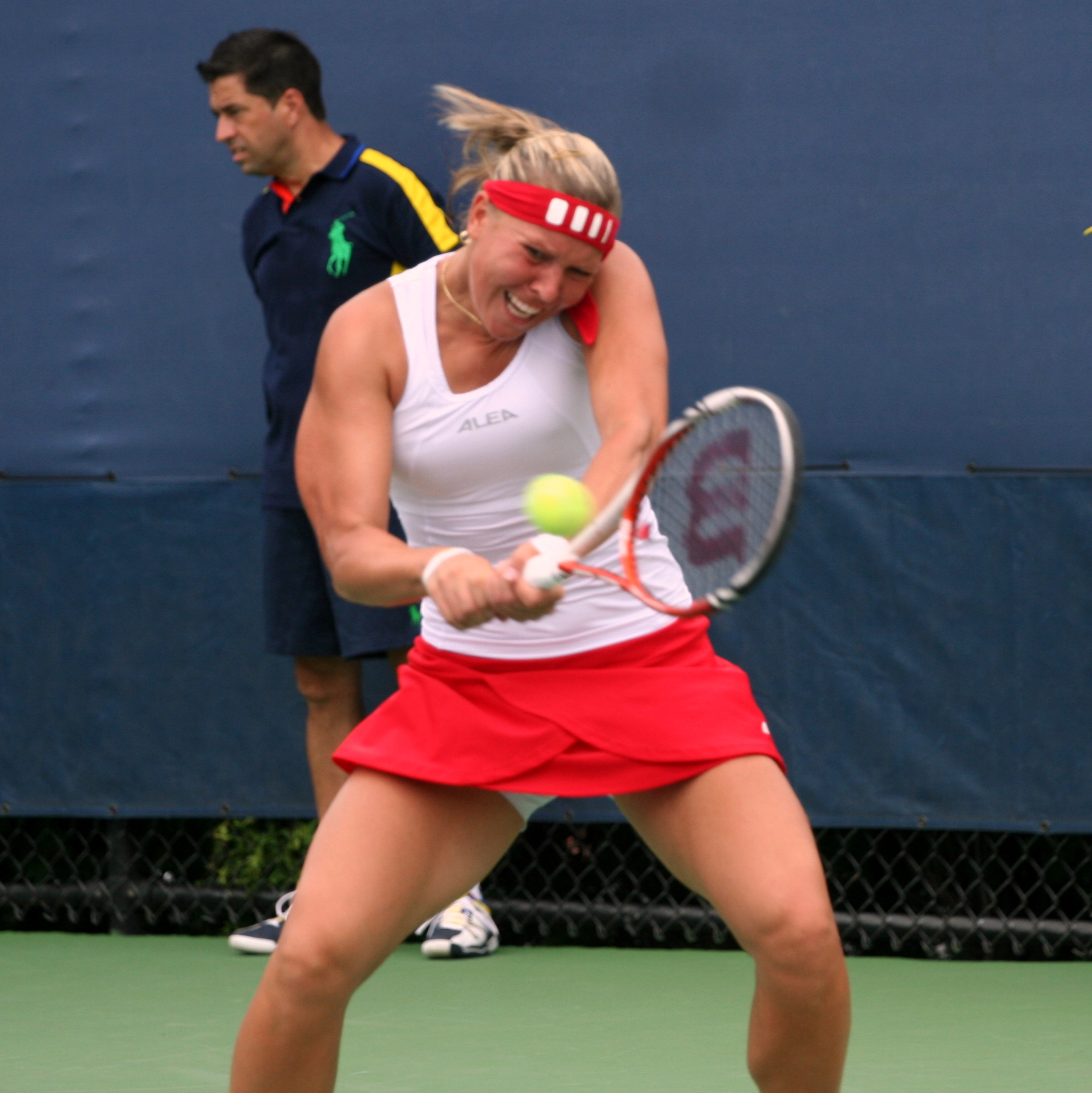
Během US Open 2012

Na jednom ze čtyř turnajů druhé nejvyšší kategorie Premier Mandatory – Madrid Open, se z kvalifikace probojovala do hlavní soutěže, v níž porazila dvě hráčky první světové desítky – čtyřku Petru Kvitovou a pětku Samanthu Stosurovou, a skončila až v semifinále na raketě Američanky Sereny Williamsové. V následné klasifikaci žebříčku se vrátila do elitní světové stovky, když ze 105. místa postoupila na 55. příčku.
V další fázi sezóny neprošly s Hlaváčkovou do finále až do začátku letní části hrané na trávě. Červencovou účastí ve finále Wimbledonu však nastartovaly sérii pěti finálových účastí v řadě. Na dvorcích All England Clubu nestačily v boji o titul na americké sestry Serenu a Venus Williamsovy. O měsíc později se na wimbledonský pažit vrátily londýnským olympijským turnajem. V posledním utkání soutěže opět podlehly sestrám Williamsovým po dvousetovém průběhu a získaly stříbrné medaile. V předchozím semifinále přešly přes americké světové jedničky Huberovou s Raymondovou ve dvou setech. Na olympijských hrách si zahrála také smíšenou čtyřhru s Radkem Štěpánkem, ve které skončili v úvodním kole s pozdějšími finalisty Laurou Robsonovou a Andy Murraym.

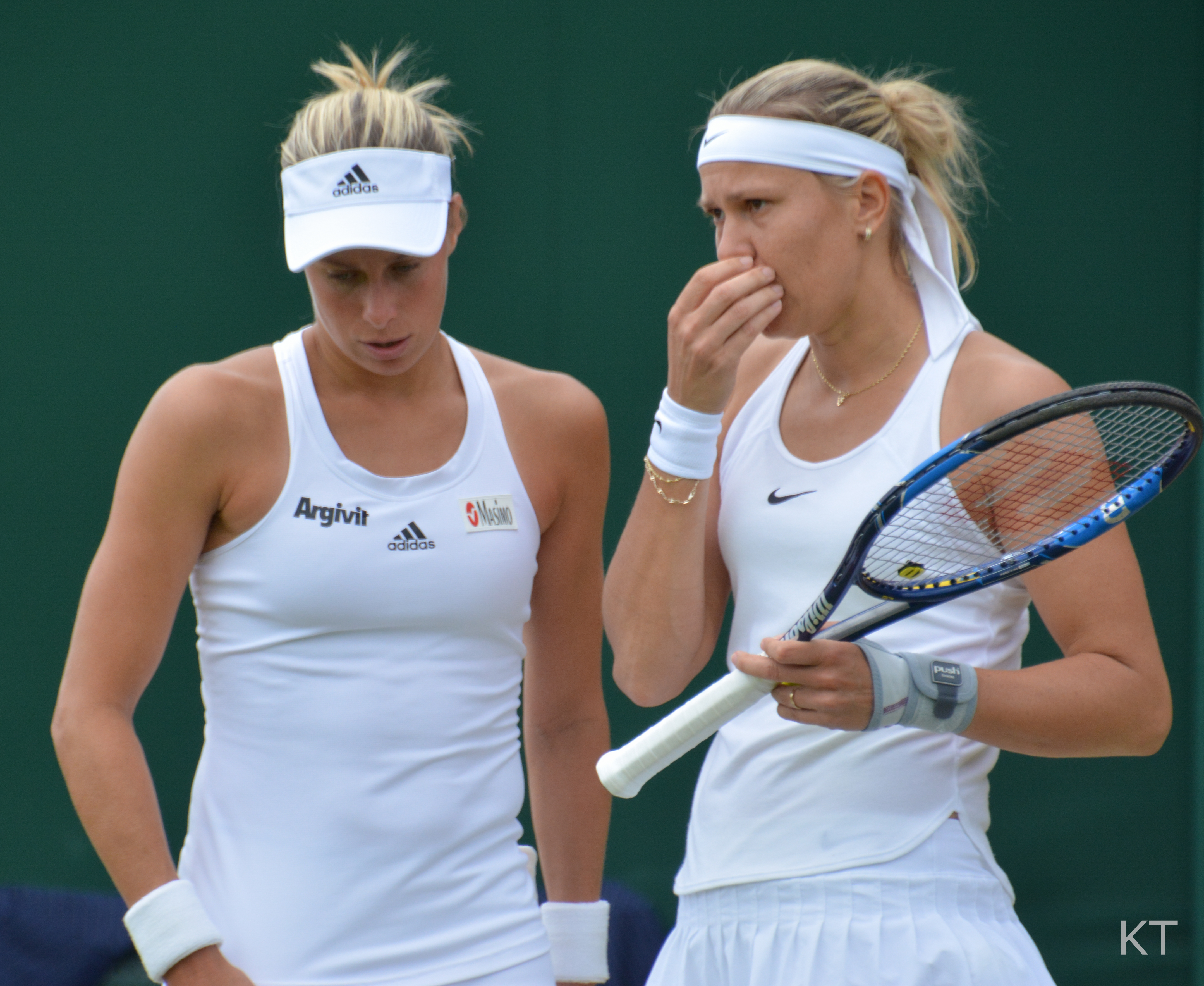
Ve třetím kole Wimbledonu 2016 podlehly Andrea Hlaváčková (vlevo) s Hradeckou (vpravo) sestrám Venus a Sereně Williamsovým

Nejprestižnější titul sezóny si připsaly na cincinnatském Western & Southern Open, když si ve finále poradily se slovinsko-čínským párem Katarina Srebotniková a Čeng Ťie ve dvou sadách. Následující týden se probojovaly do finále New Haven Open at Yale, kde jim vrátily olympijskou semifinálovou porážku světové jedničky Liezel Huberová ä Lisa Raymondová.
Druhé grandslamové finále roku si zahrály na newyorském US Open, z něhož odešly poraženy od italské dvojice Sara Erraniová a Roberta Vinciová. Jednalo se o vůbec první prohru Češek s tímto párem na okruhu. Páté finále dvouhry na okruhu WTA odehrála na zářijovém québeckém turnaji a popáté z něj odešla poražena, když nestačila na Belgičanku Kirsten Flipkensovou.
Čtvrtý deblový titul sezóny pak zaznamenaly v polovině října na lucemburském BGL Luxembourg Open, kde v boji o titul přehrály rumunský pár Irina-Camelia Beguová a Monica Niculescuová. Celoroční výsledky páru zajistily premiérový postup z druhého místa na Turnaj mistryň, kde po výhře nad americkými obhájkyněmi titulu Huberovou s Raymondovou podlehly ruskému páru Maria Kirilenková a Naděžda Petrovová.
V závěru sezóny podruhé vyhrála s českým týmem Fed Cup, přestože do čtyřhry ve finále proti Srbsku nenastoupila.

### 2013
Spolu s Františkem Čermákem nestačili ve finále mixu lednového Australian Open na australský pár Jarmila Gajdošová a Matthew Ebden. Na druhém grandslamu sezóny French Open, již slavili titul po výhře nad dvojicí Kristina Mladenovicová a Daniel Nestor. Se stálou spoluhráčkou Andreou Hlaváčkovou se na Roland Garros probojovala do semifinále ženské čtyřhry.

## Soukromý život
Před sezónou 2020 navázala spolupráci s kondičním trenérem Davidem Vydrou, který po více než čtyřech letech ukončil angažmá u Petry Kvitové. Pracovní vztah přerostl v partnerský, do něhož se v březnu 2024 v porodnici u Apolináře syn Michal. V létě 2024 uzavřel pár manželství.V minulosti byl jejím přítelem český tenista Dušan Karol.

## Finále na Grand Slamu

### Ženská čtyřhra: 6 (2–4)
| Stav       | rok  | turnaj          | povrch | spoluhráčka        | soupeřky ve finále                   | výsledek      |
| ---------- | ---- | --------------- | ------ | ------------------ | ------------------------------------ | ------------- |
| Vítězka    | 2011 | French Open     | antuka | Andrea Hlaváčková  | Sania Mirzaová Jelena Vesninová      | 6–4, 6–3      |
| Finalistka | 2012 | Wimbledon       | tráva  | Andrea Hlaváčková  | Serena Williamsová Venus Williamsová | 5–7, 4–6      |
| Finalistka | 2012 | US Open         | tvrdý  | Andrea Hlaváčková  | Sara Erraniová Roberta Vinciová      | 4–6, 2–6      |
| Vítězka    | 2013 | US Open         | tvrdý  | Andrea Hlaváčková  | Ashleigh Bartyová Casey Dellacquová  | 6–7, 6–1, 6–4 |
| Finalistka | 2016 | Australian Open | tvrdý  | Andrea Hlaváčková  | Martina Hingisová Sania Mirzaová     | 6–7(1–7), 3–6 |
| Finalistka | 2017 | US Open         | tvrdý  | Kateřina Siniaková | Čan Jung-žan Martina Hingisová       | 3–6, 2–6      |

### Smíšená čtyřhra: 3 (1–2)
| Stav       | rok  | turnaj          | povrch | spoluhráč        | soupeři ve finále                      | výsledek         |
| ---------- | ---- | --------------- | ------ | ---------------- | -------------------------------------- | ---------------- |
| Finalistka | 2013 | Australian Open | tvrdý  | František Čermák | Jarmila Gajdošová Matthew Ebden        | 3–6, 5–7         |
| Vítězka    | 2013 | French Open     | antuka | František Čermák | Kristina Mladenovicová Daniel Nestor   | 1–6, 6–4, [10–8] |
| Finalistka | 2015 | French Open     | antuka | Marcin Matkowski | Bethanie Matteková-Sandsová Mike Bryan | 6–7(3–7), 1–6    |

## Finále na okruhu WTA Tour
| Legenda                                                     |
| ----------------------------------------------------------- |
| D – dvouhra; Č – čtyřhra                                    |
| Grand Slam (2–4 Č)                                          |
| Letních olympijské hry (0–1 Č)                              |
| Turnaj mistryň (0–1 Č)                                      |
| Tier I / Premier Mandatory & Premier 5 / WTA 1000 (3–2 Č)   |
| Tier II / Premier / WTA 500 (2–5 Č)                         |
| Tier III, IV & V / International / WTA 250 (0–7 D; 19–14 Č) |

### Dvouhra: 7 (0–7)
| Stav       | Č. | Datum             | Turnaj                | Povrch    | Soupeřka              | Výsledek      |
| ---------- | -- | ----------------- | --------------------- | --------- | --------------------- | ------------- |
| Finalistka | 1. | 20. července 2008 | Bad Gastein, Rakousko | antuka    | Pauline Parmentierová | 4–6, 4–6      |
| Finalistka | 2. | 23. května 2009   | Štrasburk, Francie    | antuka    | Aravane Rezaïová      | 6–7(2–7), 1–6 |
| Finalistka | 3. | 2. srpna 2009     | Istanbul, Turecko     | tvrdý     | Věra Duševinová       | 0–6, 1–6      |
| Finalistka | 4. | 30. dubna 2011    | Barcelona, Španělsko  | antuka    | Roberta Vinciová      | 6–4, 2–6, 2–6 |
| Finalistka | 5. | 16. září 2012     | Québec, Kanada        | tvrdý (h) | Kirsten Flipkensová   | 1–6, 5–7      |
| Finalistka | 6. | 25. května 2013   | Štrasburk, Francie    | antuka    | Alizé Cornetová       | 6–7(4–7), 0–6 |
| Finalistka | 7. | 2. května 2015    | Praha, Česko          | antuka    | Karolína Plíšková     | 6–4, 5–7, 3–6 |

### Čtyřhra: 53 (26–27)
| Stav       | Č.  | Datum              | Turnaj                                | Povrch     | Partnerka                     | Soupeřky ve finále                              | Výsledek               |
| ---------- | --- | ------------------ | ------------------------------------- | ---------- | ----------------------------- | ----------------------------------------------- | ---------------------- |
| Finalistka | 1.  | 30. července 2006  | Budapešť, Maďarsko                    | antuka     | Renata Voráčová               | Janette Husárová Michaëlla Krajiceková          | 6–4, 4–6, 4–6          |
| Vítězka    | 1.  | 24. září 2006      | Portorož, Slovinsko                   | tvrdý      | Renata Voráčová               | Eva Birnerová Émilie Loitová                    | bez boje               |
| Vítězka    | 2.  | 29. července 2007  | Bad Gastein, Rakousko                 | antuka     | Renata Voráčová               | Ágnes Szávayová Vladimíra Uhlířová              | 6–3, 7–5               |
| Vítězka    | 3.  | 23. září 2007      | Portorož, Slovinsko (2)               | tvrdý      | Renata Voráčová               | Andreja Klepačová Jelena Lichovcevová           | 5–7, 6–4, [10–7]       |
| Vítězka    | 4.  | 3. května 2008     | Praha, Česko                          | antuka     | Andrea Hlaváčková             | Jill Craybasová Michaëlla Krajiceková           | 1–6, 6–3, [10–6]       |
| Vítězka    | 5.  | 20. července 2008  | Bad Gastein, Rakousko (2)             | antuka     | Andrea Hlaváčková             | Sesil Karatančevová Nataša Zorićová             | 6–3, 6–3               |
| Vítězka    | 6.  | 26. července 2009  | Bad Gastein, Rakousko (3)             | antuka     | Andrea Hlaváčková             | Andrea Petkovicová Tatjana Maleková             | 6–2, 6–4               |
| Vítězka    | 7.  | 1. srpna 2009      | Istanbul, Turecko                     | tvrdý      | Renata Voráčová               | Julia Görgesová Patty Schnyderová               | 2–6, 6–3, [12–10]      |
| Finalistka | 2.  | 29. srpna 2009     | New Haven, Spojené státy              | tvrdý      | Iveta Benešová                | Nuria L. Vivesová María J. M. Sánchezová        | 2–6, 5–7               |
| Vítězka    | 8.  | 9. ledna 2010      | Brisbane, Austrálie                   | tvrdý      | Andrea Hlaváčková             | Melinda Czinková Arantxa Parraová Santonjaová   | 2–6, 7–6(7–3), [10–4]  |
| Vítězka    | 9.  | 19. července 2010  | Bad Gastein, Rakousko (4)             | antuka     | Anabel Medinaová Garriguesová | Timea Bacsinszká Tathiana Garbinová             | 6–7(2–7), 6–1, [10–5]  |
| Finalistka | 3.  | 19. února 2011     | Memphis, Spojené státy                | tvrdý (h)  | Andrea Hlaváčková             | Olga Govorcovová Alla Kudrjavcevová             | 3–6, 6–4, [8–10]       |
| Vítězka    | 10. | 3. června 2011     | French Open, Paříž, Francie           | antuka     | Andrea Hlaváčková             | Sania Mirzaová Jelena Vesninová                 | 6–4, 6–3               |
| Vítězka    | 11. | 18. července 2011  | Bad Gastein, Rakousko (5)             | antuka     | Eva Birnerová                 | Jarmila Gajdošová Julia Görgesová               | 4–6, 6–2, [12–10]      |
| Finalistka | 4.  | 25. října 2011     | Lucemburk, Lucembursko                | tvrdý (h)  | Jekatěrina Makarovová         | Iveta Benešová Barbora Záhlavová-Strýcová       | 5–7, 3–6               |
| Vítězka    | 12. | 7. ledna 2012      | Auckland, Nový Zéland                 | tvrdý      | Andrea Hlaváčková             | Flavia Pennettaová Julia Görgesová              | 6–7, 6–2, [10–7]       |
| Vítězka    | 13. | 25. února 2012     | Memphis, Spojené státy                | tvrdý (h)  | Andrea Hlaváčková             | Věra Duševinová Olga Govorcovová                | 6–3, 6–4               |
| Finalistka | 5.  | 7. července 2012   | Wimbledon, Londýn, Spojené království | tráva      | Andrea Hlaváčková             | Serena Williamsová Venus Williamsová            | 5–7, 4–6               |
| Finalistka | 6.  | 5. srpna 2012      | LOH – Londýn, Spojené království      | tráva      | Andrea Hlaváčková             | Serena Williamsová Venus Williamsová            | 4–6, 4–6               |
| Vítězka    | 14. | 19. srpna 2012     | Cincinnati, Spojené státy             | tvrdý      | Andrea Hlaváčková             | Katarina Srebotniková Čeng Ťie                  | 6–1, 6–3               |
| Finalistka | 7.  | 25. srpna 2012     | New Haven, Spojené státy              | tvrdý      | Andrea Hlaváčková             | Liezel Huberová Lisa Raymondová                 | 6–4, 0–6, [4–10]       |
| Finalistka | 8.  | 9. září 2012       | US Open, New York, Spojené státy      | tvrdý      | Andrea Hlaváčková             | Sara Erraniová Roberta Vinciová                 | 4–6, 2–6               |
| Vítězka    | 15. | 21. října 2012     | Lucemburk, Lucembursko                | tvrdý (h)  | Andrea Hlaváčková             | Irina-Camelia Beguová Monica Niculescuová       | 6–3, 6–4               |
| Finalistka | 9.  | 28. října 2012     | Turnaj mistryň, Istanbul, Turecko     | tvrdý (h)  | Andrea Hlaváčková             | Maria Kirilenková Naděžda Petrovová             | 1–6, 4–6               |
| Vítězka    | 16. | 14. července 2013  | Budapešť, Maďarsko                    | antuka     | Andrea Hlaváčková             | Nina Bratčikovová Anna Tatišviliová             | 6–4, 6–1               |
| Vítězka    | 17. | 7. září 2013       | US Open, New York, Spojené státy      | tvrdý      | Andrea Hlaváčková             | Ashleigh Bartyová Casey Dellacquová             | 6–7, 6–1, 6–4          |
| Finalistka | 10. | 15. září 2013      | Quebec, Kanada                        | tvrdý (h)  | Andrea Hlaváčková             | Alla Kudrjavcevová Anastasia Rodionovová        | 4–6, 3–6               |
| Finalistka | 11. | 4. ledna 2014      | Auckland, Nový Zéland                 | tvrdý      | Michaëlla Krajiceková         | Sharon Fichmanová Maria Sanchezová              | 6–2, 0–6, [4–10]       |
| Vítězka    | 18. | 14. září 2014      | Quebec, Kanada                        | tvrdý (h)  | Mirjana Lučićová Baroniová    | Julia Görgesová Andrea Hlaváčková               | 6–3, 7–6(10–8)         |
| Finalistka | 12. | 18. října 2014     | Lucemburk, Lucembursko                | tvrdý (h)  | Barbora Krejčíková            | Timea Bacsinszká Kristina Barroisová            | 6–3, 4–6, [4–10]       |
| Finalistka | 13. | 28. února 2015     | Acapulco, Mexiko                      | tvrdý      | Andrea Hlaváčková             | Lara Arruabarrenová María Teresa Torró Florová  | 6–7(2–7), 7–5, [11–13] |
| Finalistka | 14. | 21. června 2015    | Birmingham, Spojené království        | tráva      | Andrea Hlaváčková             | Garbiñe Muguruzaová Carla Suárezová Navarrová   | 4–6, 4–6               |
| Finalistka | 15. | 26. července 2015  | Bad Gastein, Rakousko                 | antuka     | Lara Arruabarrenová           | Danka Kovinićová Stephanie Vogtová              | 6–4, 4–6, [3–10]       |
| Vítězka    | 19. | 29. srpna 2015     | New Haven, Spojené státy              | tvrdý      | Julia Görgesová               | Čuang Ťia-žung Liang Čchen                      | 6–3, 6–1               |
| Finalistka | 16. | 18. října 2015     | Linec, Rakousko                       | tvrdý (h)  | Andrea Hlaváčková             | Raquel Kops-Jonesová Abigail Spearsová          | 3–6, 5–7               |
| Finalistka | 17. | 29. ledna 2016     | Australian Open, Melbourne, Austrálie | tvrdý      | Andrea Hlaváčková             | Martina Hingisová Sania Mirzaová                | 6–7(1–7), 3–6          |
| Vítězka    | 20. | 18. září 2016      | Québec, Kanada (2)                    | tvrdý (h)  | Andrea Hlaváčková             | Alla Kudrjavcevová Alexandra Panovová           | 7–6(7–2),7–6(7–2)      |
| Vítězka    | 21. | 21. října 2016     | Moskva, Rusko                         | tvrdý (h)  | Andrea Hlaváčková             | Darja Gavrilovová Darja Kasatkinová             | 4–6, 6–0, [10–7]       |
| Finalistka | 18. | 5. února 2017      | Tchaj-pej, Tchaj-wan                  | tvrdý      | Kateřina Siniaková            | Čan Chao-čching Čan Jung-žan                    | 4–6, 2–6               |
| Finalistka | 19. | 18. března 2017    | Indian Wells, Spojené státy           | tvrdý      | Kateřina Siniaková            | Čan Jung-žan Martina Hingisová                  | 6–7 (4–7) , 2–6        |
| Finalistka | 20. | 9. dubna 2017      | Charleston, Spojené státy             | antuka (z) | Kateřina Siniaková            | Bethanie Matteková-Sandsová Lucie Šafářová      | 1–6, 6–4, [7–10]       |
| Finalistka | 21. | 5. května 2017     | Praha, Česko                          | antuka     | Kateřina Siniaková            | Květa Peschkeová Anna-Lena Grönefeldová         | 4–6, 6–7(3–7)          |
| Finalistka | 22. | 10. září 2017      | US Open, New York, Spojené státy      | tvrdý      | Kateřina Siniaková            | Čan Jung-žan Martina Hingisová                  | 3–6, 2–6               |
| Vítězka    | 22. | 19. srpna 2018     | Cincinnati, Spojené státy (2)         | tvrdý      | Jekatěrina Makarovová         | Elise Mertensová Demi Schuursová                | 6–2, 7–5               |
| Finalistka | 23. | 23. února 2019     | Dubaj, SAE                            | tvrdý      | Jekatěrina Makarovová         | Barbora Strýcová Sie Šu-wej                     | 4–6, 4–6               |
| Vítězka    | 23. | 18. srpna 2019     | Cincinnati, Spojené státy (3)         | tvrdý      | Andreja Klepačová             | Anna-Lena Grönefeldová Demi Schuursová          | 6–4, 6–1               |
| Vítězka    | 24. | 16. srpna 2020     | Praha, Česko (2)                      | antuka     | Kristýna Plíšková             | Monica Niculescuová Ioana Raluca Olaruová       | 6–2, 6–2               |
| Finalistka | 24. | 15. listopadu 2020 | Linec, Rakousko                       | tvrdý (h)  | Kateřina Siniaková            | Arantxa Rusová Tamara Zidanšeková               | 3–6, 4–6               |
| Finalistka | 25. | 11. dubna 2021     | Charleston, Spojené státy             | antuka (z) | Marie Bouzková                | Nicole Melicharová Demi Schuursová              | 2–6, 4–6               |
| Vítězka    | 25. | 20. června 2021    | Birmingham, Velká Británie            | tráva      | Marie Bouzková                | Ons Džabúrová Ellen Perezová                    | 6–4, 2–6, [10–8]       |
| Vítězka    | 26. | 18. července 2021  | Praha, Česko (3)                      | tvrdý      | Marie Bouzková                | Viktória Kužmová Nina Stojanovićová             | 7–6(7–3), 6–4          |
| Finalistka | 26. | 10. dubna 2022     | Charleston, Spojené státy             | antuka (z) | Sania Mirzaová                | Andreja Klepačová Magda Linetteová              | 2–6, 6–4, [7–10]       |
| Finalistka | 27. | 21. května 2022    | Štrasburk, Francie                    | antuka     | Sania Mirzaová                | Nicole Melicharová-Martinezová Darja Savilleová | 7–5, 5–7, [6–10]       |

## Zápasy o olympijské medaile

### Ženská čtyřhra: 2 (0–2)
| Stav     | datum          | turnaj                     | povrch | spoluhráčka       | soupeřky v zápase o medaili          | výsledek |
| -------- | -------------- | -------------------------- | ------ | ----------------- | ------------------------------------ | -------- |
| Stříbro  | 5. srpna 2012  | Londýn, Spojené království | tráva  | Andrea Hlaváčková | Serena Williamsová Venus Williamsová | 4–6, 4–6 |
| 4. místo | 13. srpna 2016 | Rio de Janeiro, Brazílie   | tvrdý  | Andrea Hlaváčková | Barbora Strýcová Lucie Šafářová      | 5–7, 1–6 |

### Smíšená čtyřhra: 1 (1–0)
| Stav  | datum          | turnaj                   | povrch | spoluhráč      | soupeři v zápase o medaili   | výsledek |
| ----- | -------------- | ------------------------ | ------ | -------------- | ---------------------------- | -------- |
| Bronz | 14. srpna 2016 | Rio de Janeiro, Brazílie | tvrdý  | Radek Štěpánek | Sania Mirzaová Rohan Bopanna | 6–1, 7–5 |

## Finále na okruhu ITF

### Dvouhra: 25 (18–7)
| Turnaje 100 000 $ |
| Turnaje 75 000 $  |
| Turnaje 50 000 $  |
| Turnaje 25 000 $  |
| Turnaje 10 000 $  |

| Stav       | Č.  | Datum              | Turnaj                         | Povrch      | Soupeřka ve finále      | Výsledek            |
| ---------- | --- | ------------------ | ------------------------------ | ----------- | ----------------------- | ------------------- |
| Finalistka | 1.  | 4. května 2003     | Pula, Chorvatsko               | antuka      | Virág Némethová         | 6–4, 0–6, 1–6       |
| Vítězka    | 1.  | 24. srpna 2003     | Enschede, Nizozemsko           | antuka      | Lotty Seelenová         | 7–5, 6–4            |
| Finalistka | 2.  | 3. září 2003       | Mestre, Itálie                 | antuka      | Lenka Šnajdrová         | 3–6, 6–1, 2–6       |
| Vítězka    | 2.  | 4. října 2003      | Trenčianske Teplice, Slovensko | antuka      | Irina Delitzová         | 6–3, 6–2            |
| Vítězka    | 3.  | 5. dubna 2004      | Cavtat, Chorvatsko             | antuka      | Lenka Tvarošková        | 7–5, 6–0            |
| Vítězka    | 4.  | 18. dubna 2004     | Bol, Chorvatsko                | antuka      | Romina Oprandiová       | 6–4, 6–3            |
| Vítězka    | 5.  | 30. května 2004    | Biograd, Chorvatsko            | antuka      | Lisa Tognettiová        | 6–3, 6–2            |
| Vítězka    | 6.  | 13. června 2004    | Staré Splavy, Česko            | antuka      | Sabrina Jolková         | 6–1, 7–6(7–3)       |
| Vítězka    | 7.  | 12. září 2004      | Durmersheim, Německo           | antuka      | Petra Russeggerová      | 6–0, 5–7, 7–6(7–1)  |
| Finalistka | 3.  | 20. února 2005     | Biberach, Německo              | tvrdý (h)   | Kristina Barroisová     | 5–7, 4–6            |
| Vítězka    | 8.  | 13. března 2005    | Rogaška Slatina, Slovinsko     | koberec (h) | Kristina Andlovicová    | 6–4, 6–2            |
| Vítězka    | 9.  | 19. listopadu 2005 | Průhonice, Česko               | tvrdý (h)   | Agnieszka Radwańská     | 4–6, 6–1, 7–6(10–8) |
| Finalistka | 4.  | 10. prosince 2005  | Přerov, Česko                  | koberec (h) | Joanna Sakowiczová      | 4–6, 4–6            |
| Vítězka    | 10. | 12. února 2006     | Capriolo, Itálie               | koberec (h) | Darija Juraková         | 6–1, 6–4            |
| Vítězka    | 11. | 27. května 2007    | Gorizia, Itálie                | antuka      | EM Compostizo de Andrés | 6–2, 6–3            |
| Finalistka | 5.  | 10. května 2008    | Florencie, Itálie              | antuka      | Jelena Dokićová         | 1–6, 3–6            |
| Vítězka    | 12. | 3. srpna 2008      | Bad Saulgau, Německo           | antuka      | Carmen Klaschková       | 6–1, 4–6, 6–4       |
| Vítězka    | 13. | 8. února 2009      | Belfort, Francie               | koberec (h) | Vesna Manasjevová       | 6–3, 6–2            |
| Vítězka    | 14. | 15. února 2009     | Midland, USA                   | tvrdý (h)   | Eleni Daniilidou        | 6–3, 6–3            |
| Finalistka | 6.  | 14. února 2010     | Midland, USA                   | tvrdý (h)   | Elena Baltachová        | 7–5, 2–6, 3–6       |
| Vítězka    | 15. | 16. května 2010    | Praha, Česko                   | antuka      | Ajla Tomljanovićová     | 6–1, 7–6(7–4)       |
| Finalistka | 7.  | 19. září 2010      | Mestre, Itálie                 | antuka      | Zuzana Ondrášková       | 3–6, 3–6            |
| Vítězka    | 16. | 7. listopadu 2010  | Nantes, Francie                | tvrdý (h)   | Valeria Savinychová     | 6–3, 6–1            |
| Vítězka    | 17. | 13. února 2011     | Midland, USA                   | tvrdý (h)   | Irina Falconiová        | 6–4, 6–4            |
| Vítězka    | 18. | 8. května 2011     | Praha, Česko                   | antuka      | Paula Ormaecheaová      | 4–6, 6–3, 6–2       |

## Finále soutěží družstev: 4 (4–0)
| Stav    | Č. | Datum                  | Soutěž                     | Povrch    | Spoluhráčky                                      | Soupeřky ve finále                                                                 | Výsledek |
| ------- | -- | ---------------------- | -------------------------- | --------- | ------------------------------------------------ | ---------------------------------------------------------------------------------- | -------- |
| Vítězka | 1. | 5.–6. listopadu 2011   | Fed Cup Moskva, Rusko      | tvrdý (h) | Petra Kvitová Květa Peschkeová Lucie Šafářová    | Anastasija Pavljučenkovová Světlana Kuzněcovová Maria Kirilenková Jelena Vesninová | 3–2      |
| Vítězka | 2. | 3.–4. listopadu 2012   | Fed Cup Praha, Česko       | tvrdý (h) | Petra Kvitová Lucie Šafářová Andrea Hlaváčková   | Ana Ivanovičová Jelena Jankovičová Bojana Jovanovská Aleksandra Kruničová          | 3–1      |
| Vítězka | 3. | 8.–9. listopadu 2014   | Fed Cup Praha, Česko       | tvrdý (h) | Petra Kvitová Lucie Šafářová Andrea Hlaváčková   | Angelique Kerberová Andrea Petkovicová Sabine Lisická Julia Görgesová              | 3–1      |
| Vítězka | 4. | 12.–13. listopadu 2016 | Fed Cup Štrasburk, Francie | tvrdý (h) | Karolína Plíšková Petra Kvitová Barbora Strýcová | Caroline Garciaová Kristina Mladenovicová Alizé Cornetová Pauline Parmentierová    | 3–2      |

## Chronologie výsledků na Grand Slamu

### Ženská čtyřhra
| Turnaj          | 2006    | 2007    | 2008    | 2009    | 2010    | 2011    | 2012 | 2013    | 2014    | 2015    | 2016    | 2017    | 2018    | 2019    | 2020    | 2021    | 2022    | SR     | V–P    |
| --------------- | ------- | ------- | ------- | ------- | ------- | ------- | ---- | ------- | ------- | ------- | ------- | ------- | ------- | ------- | ------- | ------- | ------- | ------ | ------ |
| Australian Open | A       | 1. kolo | 1. kolo | 2. kolo | 3. kolo | 2. kolo | SF   | 2. kolo | 3. kolo | 3. kolo | F       | 1. kolo | A       | 2. kolo | 1. kolo | 2. kolo | 2. kolo | 0 / 15 | 21–15  |
| French Open     | 1. kolo | 1. kolo | 2. kolo | 1. kolo | 3. kolo | Vítěz   | SF   | SF      | SF      | SF      | ČF      | SF      | 1. kolo | 3. kolo | 1. kolo | 3. kolo | 3. kolo | 1 / 17 | 38–16  |
| Wimbledon       | 3. kolo | 1. kolo | 1. kolo | 1. kolo | 2. kolo | 1. kolo | F    | ČF      | 2. kolo | 2. kolo | 3. kolo | 3. kolo | 3. kolo | 1. kolo | NH      | ČF      | 1. kolo | 0 / 16 | 22–16  |
| US Open         | 1. kolo | 1. kolo | 2. kolo | 2. kolo | 1. kolo | ČF      | F    | Vítěz   | 3. kolo | 3. kolo | 3. kolo | F       | ČF      | 1. kolo | 2. kolo | ČF      | 2. kolo | 1 / 17 | 35–16  |
| výhry–prohry    | 1–3     | 0–4     | 2–4     | 3–4     | 5–4     | 10–3    | 18–4 | 14–3    | 9–4     | 9–4     | 12–4    | 11–4    | 5–3     | 3–4     | 1–3     | 9–4     | 4–4     | 2 / 64 | 116–63 |

| Legenda | Legenda                                   | Legenda | Legenda                     |
| ------- | ----------------------------------------- | ------- | --------------------------- |
| SR      | poměr vyhraných turnajů ku všem odehraným | W–L V–P | výhry–prohry                |
| NH      | daný rok se turnaj nekonal                | A       | turnaje se hráč nezúčastnil |
| 1Q / LQ | prohra v (kole) kvalifikace               | 1k / 1R | prohra v daném kole turnaje |
| QF / ČF | prohra ve čtvrtfinále                     | SF      | prohra v semifinále         |
| F       | prohra ve finále                          | Vítěz   | vítězství v turnaji         |

## Postavení na konečném žebříčku WTA

### Dvouhra
| Rok    | 2003 | 2004   | 2005   | 2006   | 2007   | 2008   | 2009  | 2010   | 2011  | 2012  | 2013   | 2014   | 2015  | 2016   | 2017   | 2018   | 2019   | 2020   |
| Pořadí | 410. | ▲ 258. | ▲ 204. | ▲ 174. | ▼ 241. | ▲ 119. | ▲ 65. | ▼ 111. | ▲ 52. | ▲ 46. | ▼ 150. | ▼ 157. | ▲ 53. | ▼ 171. | ▼ 184. | ▼ 740. | ▲ 300. | ▼ 490. |

### Čtyřhra
| Rok    | 2004 | 2005  | 2006  | 2007  | 2008  | 2009  | 2010  | 2011  | 2012 | 2013  | 2014  | 2015  | 2016  | 2017  | 2018  | 2019  | 2020  |
| Pořadí | 593. | ▲ 87. | ▲ 53. | ▼ 67. | ▲ 51. | ▲ 42. | ▲ 38. | ▲ 15. | ▲ 4. | ▼ 14. | ▼ 22. | ▲ 17. | ▲ 10. | ▼ 14. | ▼ 32. | ▼ 28. | ▲ 32. |